# ویلمارس
ویلمارس (به آلمانی: Willmars) یک شهر در آلمان است که در رن-گرابفلد واقع شده‌است. ویلمارس ۶۷۴ نفر جمعیت دارد.